# 1530 en littérature
| Années de la littérature : 1527 - 1528 - 1529 - 1530 - 1531 - 1532 - 1533    |
| Décennies de la littérature : 1500 - 1510 - 1520 - 1530 - 1540 - 1550 - 1560 |

Cet article présente les faits marquants de l'année 1530 en littérature.

## Événements
- L'humaniste Jacques Lefèvre d'Étaples publie à Anvers une Bible en français[1] ; il préconise le retour au texte original des Écritures.

## Parutions
- 20 juin : Les triomphes de la noble et amoureuse Dame, et l’Art d’honnestement aimer roman de Jean Bouchet est publié pour la première fois à Poitiers par les frères de Marnef. Il connait quinze éditions de 1530 à 1545[2].

- De civilitate morum puerilium (« Savoir-vivre à l’usage des enfants »), traité d’éducation d’Érasme, publié à Bâle chez Froben[3].

- Rime, recueil de poèmes de Pietro Bembo, est publié à Venise chez Giovanni Antonio Nicolini da Sabbio[4].
- Syphilis Sive Morbus Gallicus (« La Syphilis ou le mal français »), poème pastoral allégorique du médecin italien Girolamo Fracastoro, est publiée à Vérone[5].

## Naissances
- 1er novembre : Étienne de La Boétie, écrivain français († 1563).

- Baltasar del Alcázar, poète espagnol († 1606).

## Décès
- 26 décembre : Zāhir ud-Dīn Mohammad, dit Bâbur, fondateur de l'Empire moghol en Hindoustan, et auteur de Bāburnāma ( بابر نامہ; / La Geste de Bâbur) considéré comme le premier texte autobiographique du monde islamique, écrit en turc tchaghataï (né vers 1483).